# Studio photographique

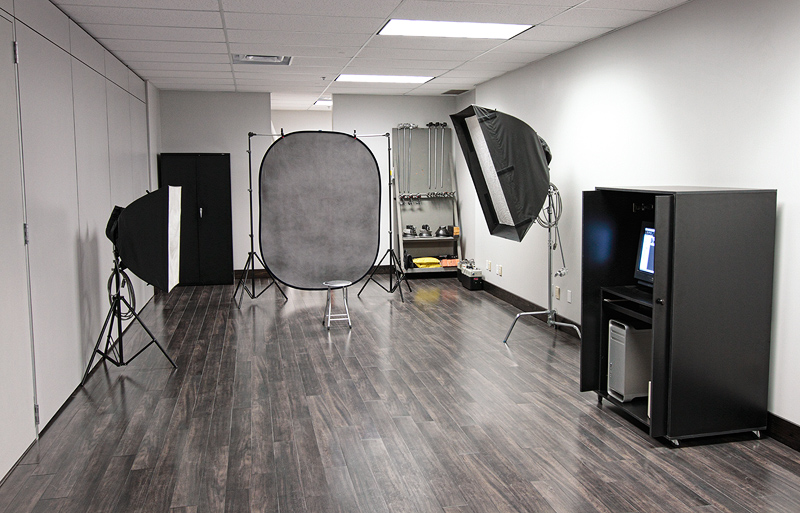
Un petit studio photographique.

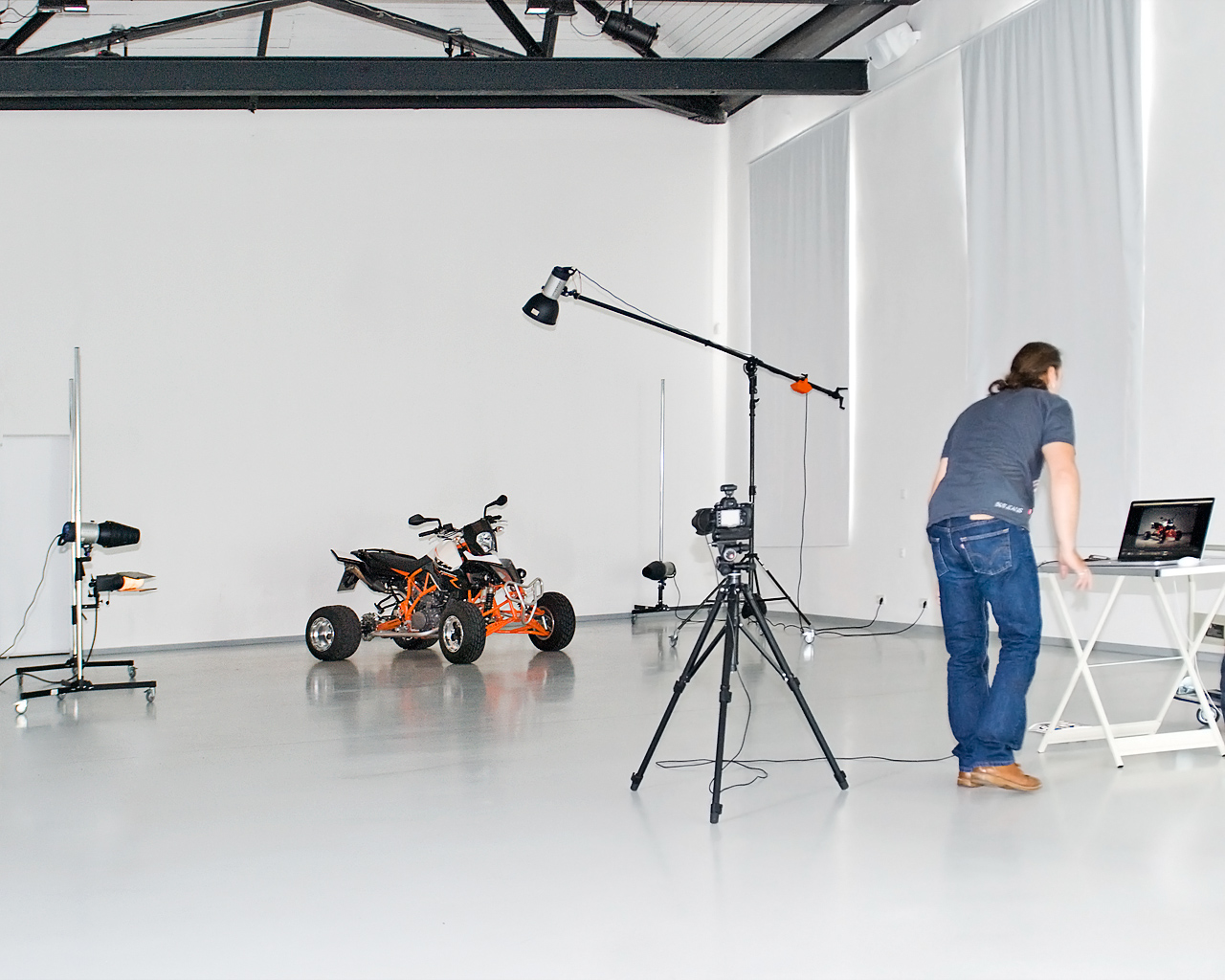
Un plateau plus vaste.

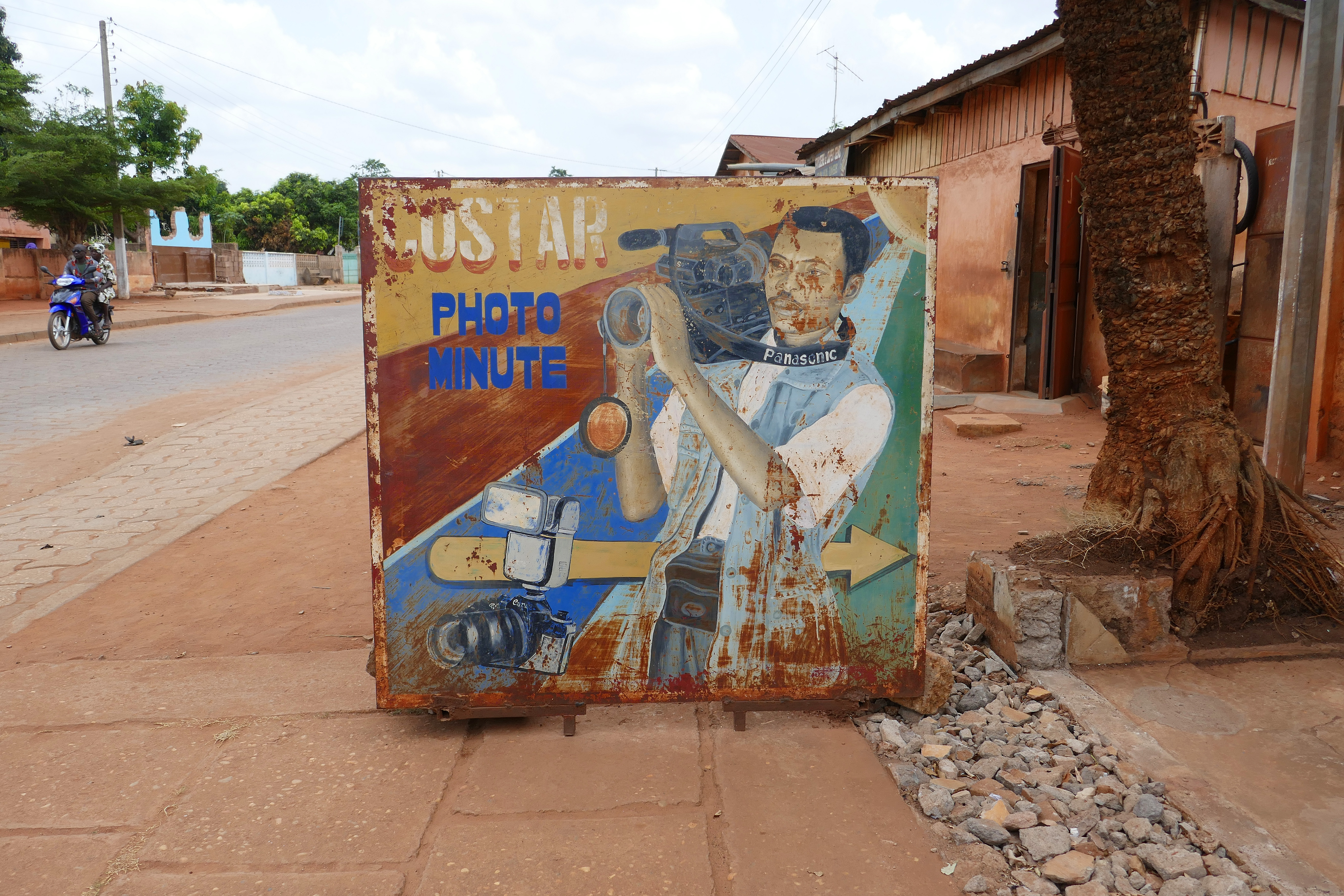
Studio à Abomey (Bénin.)

Un studio photographique est à la fois un lieu de travail et une entreprise, voire une raison sociale. Comme lieu de travail, il offre de l'espace pour prendre des photographies et parfois en assurer la postproduction.

## Studio de prise de vues
Le studio proprement dit (lieu où se font les séances de photographies) est équipé de matériel d'éclairage et souvent d'une cabine de maquillage, de matériel numérique (ordinateurs, pour visionner et « travailler » les images), et anciennement d'une chambre noire. Une salle d'exposition (ou showroom) est parfois présente, comme au studio Harcourt à Paris.
Certains plateaux de grande taille comprennent un cyclorama (ou « cyclo »), structure (le plus souvent en bois) qui part du sol et couvre un, deux voire trois murs et arrondit tous les angles droits pour éliminer les ombres dans les coins. Celui-ci est peint, le plus souvent en blanc. Des boîtes à lumière sont parfois montées sur rails de façon permanente (suspendues), les mouvements (latéraux et verticaux) en sont parfois activés par des moteurs électriques.
Il existe dans toutes les grandes capitales de création du monde des studios de location,,, lesquels offrent des plateaux de différentes surfaces, permettant parfois les prises de vue en lumière du jour, aux photographes travaillant pour la presse magazine ou la publicité. Les grands studios offrent aussi un service de retouche numérique à leurs clients photographes.

## Entreprise
En tant qu'entreprise, un studio photographique est une entité juridique détenue et exploitée par une ou plusieurs personnes, dont une au moins est un photographe. À ce titre, il peut louer des services photographiques, tout comme vendre différents objets créés à partir de ses activités (ou de celles d'autres photographes).
En France, depuis le début du XXe siècle, les fonctions d'entreprises ont été de plus en plus dévolues à une entité dénommée « agence photographique ». Cette évolution a réduit de plus en plus le sens de « studio photographique » au lieu de travail.[pas clair]